# Baryscapus stanfordiensis
Baryscapus stanfordiensis är en stekelart som först beskrevs av David Timmins Fullaway 1912. 
Baryscapus stanfordiensis ingår i släktet Baryscapus och familjen finglanssteklar. Inga underarter finns listade.